# 一氧化环八硫
一氧化环八硫是一种无机化合物，化学式为S8O，为硫氧化物的一种，最初于1972年被发现。

## 制备
S8O可由“粗硫烷”（H2S6.2）和氯化亚砜于−40 °C在二硫化碳-甲醚中反应得到。
它也可以由过氧三氟乙酸和硫在无水条件下二硫化碳中反应制备：
CF3COOOH + S8 → CF3COOH + S8O

## 结构及性质
S8O是正交晶系的晶体，空间群Pca21，晶胞参数a=13.197, b=7.973, c=8.096 Å，其分子对称性接近Cs。
S8O和五氯化锑在二硫化碳中于20 °C反应，可以得到S8O·SbCl5。它也可以参与一些有机反应，如和烯烃反应得到环状的三硫化物。
它和氢碘酸发生如下反应：
S8O + 2HI → S8 + I2 + H2O
它遇热可以分解为其它硫的氧化物，如二氧化硫、一氧化二硫等。